# Muhammad Farid
Muhammad Farīd (in arabo محمد فريد‎?; Il Cairo, 20 gennaio 1868 – Berlino, 15 novembre 1919) è stato un politico egiziano, esponente di spicco nazionalista, guida del Partito nazionale (Ḥizb al-waṭanī ) dopo la morte di Mustafa Kamil, scrittore e avvocato. Figlio del direttore del giornale al-Dāʾira al-Saniyya  , Muhammad Farīd proveniva da una famiglia di proprietari terrieri.

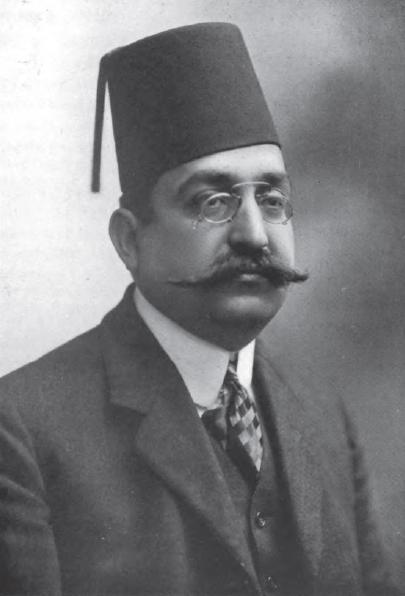

Frequentò la Khalil Agha School, l'Ecole des Frères e la Scuola d'Amministrazione. Lavorò come avvocato per il governo egiziano e per la Procura Generale fino a quando non fu costretto ad allontanarsi a causa delle sue simpatie per lo sceicco ʿAlī Yūsuf, direttore di un popolare quotidiano egiziano che fu perseguito per aver pubblicato telegrammi segreti provenienti dal ministero della Guerra. Muhammad Farīd decise allora di aprire un proprio studio legale.
Muhammad Farīd fu il più importante sostenitore politico e finanziario di Mustafa Kamil, fondatore del Partito Nazionale egiziano e, dopo la sua morte prematura nel 1908, fu eletto secondo Presidente del partito, che egli guidò fino al marzo del 1912 e poi, in esilio (essenzialmente a Ginevra e a Berlino), fino all'anno della sua morte.
Nel 1909 Muhammad Farīd fondò il primo movimento sindacale egiziano e lanciò un appello per il boicottaggio del governo, troppo prono ai desiderata britannici.

In quello stesso anno guidò una delegazione egiziana alla Conferenza Internazionale di Bruxelles, cui partecipavano esponenti politici di varie nazioni europee, per esporre loro le penose condizioni degli egiziani, sottoposti al giogo sempre più oppressivo del Regno Unito, invocando per la propria patria libertà e indipendenza.
Si era infatti convinto ben presto della necessità che i britannici lasciassero l'Egitto, occupato militarmente con la pretestuosa scusa di assicurare un sano sviluppo economico del Paese, finanziariamente sull'orlo del fallimento, e riteneva che solo il chedivè avrebbe potuto assicurare una giusta costituzione agli egiziani. Si adoperò per consentire una miglior alfabetizzazione del Paese e si batté per l'adozione di profonde riforme sociali ed economiche, a vantaggio specialmente dei lavoratori. A suo tempo aveva sperato che l'Impero ottomano potesse aiutare il sovrano egiziano, specie quando si trovava in esilio nel corso della prima guerra mondiale, ma presto capì che i Giovani Turchi avrebbero deluso le aspettative nazionali egiziane. L'occasionale sostegno di Farīd al panislamismo gli alienò le simpatie dei Copti. Gli egiziani rispettavano Farīd per il suo coraggio patriottico e per la sua capacità di sacrificare se stesso agli ideali.
Le sue memorie sono state pubblicate in lingua araba e, parzialmente, in lingua inglese. Egli scrisse anche una storia sulla dinastia fondata da Mehmet Ali, sui Romani e sull'Impero ottomano, come pure diari di viaggio (specie in Nordafrica e Italia) e numerosi articoli per giornali locali di orientamento nazionalista.